# 頭最長筋
頭最長筋（とうさいちょうきん、英語: longissimus capitis muscle）は、長背筋のうち、中胸の深層に位置する筋肉である。最長筋のうち、頸最長筋と胸最長筋、頭最長筋の3部に分けられたものの一方である。第5頸椎～第5胸椎横突起を起始とし、中側上方に向かって走り、乳様突起に付着する。
頭部および脊柱の後屈、側屈または回旋を行う。